# 3739-es busz
A 3739-es jelzésű autóbuszvonal Miskolc, Nyékládháza, Ónod, Sajóörös, Tiszaújváros és Polgár között húzódó regionális vonal, amelyet a Volánbusz Zrt. üzemeltet.

## Útvonala
A miskolci autóbusz-állomásról indul. A 3-as főúton kezdi el útját Mezőkövesd felé, odairányban a főúton, visszirányban a Csabai kapun és a Corvin utcán át közlekedik, melyek a város egyik jelentősebb csomópontjában, a miskolctapolcai elágazásnál érnek össze. Hejőcsaba és Görömböly városrészei mentén hagyja el a várost, párhuzamosan a Budapest–Sátoraljaújhely-vasútvonallal.
Első települését, Mályit az egykori téglagyára felől közelíti meg, naponta kettő alkalommal a főúttal párhuzamos Rákóczi utcán közlekedik, míg hétköznapokon kitérést tesz a környék egyik nevezetességének számító Mályi-tóhoz és annak üdülőterületére. Innen déli irányban Nyékládháza következik, amelyen belül a Mezőcsát felé vezető úton a belvárosba megy, onnan a jelenleg már csak a Budapest–Sátoraljaújhely-vasútvonal személyforgalma és teherforgalom által bejárt állomására hajt, utána az ónodi mellékúton távolodik el innen, több bányató mentén. Az ónodi várnak helyet adó településről, illetve a Muhi csata színterére, Muhi községbe közlekedik, itt már közös vonalszakasza van a 3734-es és 3737-es buszokkal. Határában fut az M30-as autópálya, amelynek csak Sajópetrinél és a 35-ös főút keresztezésénél, Nyékládháza közelében van lehajtója, perceken belül rákanyarodik a főútra. A bányászati munkák miatt itt is gyakoriak a bányatavak, horgásztavak, a 800 fős Nagycsécs is rendelkezik eggyel, azon felül, hogy ennek a falunak a határában is megtalálható a Sajó. Következőnek a 2023-as magyarországi vasútbezárások idején pórul járt, Nyékládháza–Tiszaújváros-vasútvonalon fekvő Sajószöged jön, amelynek állomása szintén megszűnt, így vonatpótló autóbuszok közlekednek itt is. A 3739-es buszok sem főúton közelítik meg a vonal végállomását, hanem a 36 107-es mellékúton Sajóörös irányából, így érkeznek a járásközpont Tiszaújvárosba. Legtöbb indítása a buszállomáson ér célba.
Naponta egy járatpár, illetve egy munkanapi járat távolabb eső részekre közlekedik. Tiszaújváros helyet ad több vegyipari létesítménynek, melyek központjaként az egykori Tiszai Vegyi Kombinát, mai nevén a MOL Petrolkémia Zrt. ad helyet. Ennek buszállomására nem tér ki, a 35-ös főúton tovább halad a város Tiszapart településrésze mellett (egy munkanapi járat ki is tér oda), át a Tiszán, illetve egyik holtágán. Átlép Hajdú-Bihar megyébe, majd az első városba, Polgárra érkezik be. A központi részében elhelyezkedő buszvárójában végállomásozik.

## Közlekedése
Indításai minden nap történnek, ebből legtöbbször csak Tiszaújvárosig. A Miskolcot és Tiszaújvárost összekötő egyik autóbuszvonal (továbbiak: 3731, 3733, 3734, 3737, 3744, 3745, 3752), többféleképpen is megközelíthető az iparváros. Miskolc és Mályi között a 3740-es, Mályi és Sajószöged között a 3744-es, Sajószöged és Tiszaújváros között a 3970-es, Tiszaújváros és Polgár között a 3960-as buszokkal van egy útvonalon.

### Csatlakozást biztosít
- Nyékládháza vasútállomáson – Budapest és Miskolc felé/felől vonatra (80).

| Viszonylat                                   | Indításszám     | Közlekedési rend     |
| -------------------------------------------- | --------------- | -------------------- |
| Miskolc, aut. áll. – Tiszaújváros, aut. áll. | 3 pár           | munkanapokon         |
| Miskolc, aut. áll. – Tiszaújváros, aut. áll. | 3 pár           | szabadnapokon        |
| Miskolc, aut. áll. – Tiszaújváros, aut. áll. | 2 vissza        | munkaszüneti napokon |
| Miskolc, aut. áll. – Polgár, aut. vt.        | 1 oda, 2 vissza | munkanapokon         |
| Miskolc, aut. áll. – Polgár, aut. vt.        | 1 pár           | hétvégén             |

## Megállóhelyei
| 0                                                                            | Miskolc, autóbusz-állomás végállomás                | 0.0 km  | 1, 1G, 3, 3A, 4, 7, 11, 12G, 20, 20A, 24, 28, 32, 34G, 35, 43, 44, 45, 101B, 900, 914, 935 1050, 1053, 1369, 1370, 1372, 1373, 1374, 1375, 1376, 1377, 1380, 1381, 1383, 1384, 1410, 1411 3700, 3701, 3702, 3703, 3704, 3705, 3706, 3707, 3708, 3709, 3710, 3711, 3712, 3714, 3715, 3716, 3717, 3718, 3719, 3720, 3721, 3722, 3723, 3724, 3726, 3727, 3728, 3729, 3730, 3731, 3733, 3734, 3735, 3736, 3737, 3738, 3740, 3741, 3742, 3743, 3744, 3745, 3746, 3747, 3748, 3749, 3750, 3751, 3752, 3753, 3754, 3755, 3757, 3760, 3761, 3764, 3765, 3766, 3767, 3770, 3772, 3773, 3774, 3775, 3776, 3777, 4019 |
| 1                                                                            | Miskolc, Vörösmarty út (↓)                          | 1.0 km  | 3A, 14G, 21, 21G, 24, 32, 35, 45, 901, Auchan 1 1050, 1369, 1370, 1372, 1375, 1376, 1377, 1380, 1381 3738, 3740, 3741, 3742, 3743, 3744, 3745, 3746, 3747, 3748, 3749, 3750, 3751, 3752, 4019 |
| ∫                                                                            | Miskolc, Corvin utca (↑)                            | ∫       | 20, 28, 34, 35, 43, 44, Auchan 1 1369, 1370, 1372, 1375, 1376, 1377, 1410 3738, 3740, 3741, 3742, 3743, 3744, 3745, 3746, 3747, 3748, 3749, 3750, 3751, 3752, 4019 |
| 2                                                                            | Miskolc, Lévay József utca (↓)                      | 1.8 km  | 4, 30, 31, 32, 35G, 45 1369, 1370, 1377, 1381 3738, 3740, 3741, 3742, 3743, 3744, 3745, 3746, 3747, 3748, 3749, 3750, 3751, 3752, 4019 |
| ∫                                                                            | Miskolc, SZTK rendelő (↑)                           | ∫       | 14, 20, 21, 30, 31, 34, 36, 43, 44, 900, 914, 935 1369, 1370, 1377 3738, 3740, 3741, 3742, 3743, 3744, 3745, 3746, 3747, 3748, 3749, 3750, 3751, 3752, 4019 |
| 3                                                                            | Miskolctapolcai elágazás                            | 3.2 km  | 4, 14, 20, 24, 30, 32, 34, 36, 43, 44, 45, 900, 914, 935 1050, 1369, 1370, 1372, 1373, 1374, 1375, 1376, 1377, 1380, 1381, 1410, 1411 3738, 3740, 3741, 3742, 3743, 3744, 3745, 3746, 3747, 3748, 3749, 3750, 3751, 3752, 4019 |
| 4                                                                            | Miskolc (Hejőcsaba), gyógyszertár                   | 4.3 km  | 4, 14, 43, 44, 45, 900, 914 1377, 1381 3738, 3740, 3741, 3742, 3743, 3744, 3745, 3746, 3747, 3748, 3749, 3750, 3751, 3752, 4019 |
| 5                                                                            | Miskolc (Hejőcsaba), cementgyár                     | 5.0 km  | 4, 14, 43, 44, 45, 900, 914 1377, 1381 3738, 3740, 3741, 3742, 3743, 3744, 3745, 3746, 3747, 3748, 3749, 3750, 3751, 3752, 4019 |
| 6                                                                            | Miskolc, Görömböly bejárati út (↓)                  | 5.8 km  | 4, 43, 44, 53 1377, 1381 3738, 3740, 3741, 3742, 3743, 3744, 3745, 3746, 3747, 3748, 3749, 3750, 3751, 3752, 4019 |
| 7                                                                            | Miskolc, harsányi útelágazás                        | 6.5 km  | 4, 43, 44, 53 1050, 1369, 1372, 1375, 1376, 1377, 1381 3738, 3740, 3741, 3742, 3743, 3744, 3745, 3746, 3747, 3748, 3749, 3750, 3751, 3752, 4019 |
| 8                                                                            | Miskolci Állami Gazdaság                            | 8.8 km  | 1377, 1381 3740, 3741, 3742, 3743, 3744, 3745, 3747, 3748, 3749, 3750, 4019 |
| 9                                                                            | Mályi, Agroker bejárati út                          | 9.7 km  | 1370, 1377, 1381 3740, 3741, 3742, 3743, 3744, 3745, 3747, 3748, 3749, 3750, 4019 |
| 10                                                                           | Mályi, téglagyár                                    | 10.3 km | 1370, 1377, 1381 3740, 3741, 3742, 3743, 3744, 3745, 3747, 3748, 3749, 3750, 4019 |
| 11                                                                           | Mályi, bolt                                         | 11.1 km | 1050, 1369, 1370, 1372, 1375, 1376, 1377, 1380, 1381, 1410 3740, 3741, 3742, 3743, 3744, 3745, 3747, 3748, 3749, 3750, 4019 |
| Munkanapokon 4; hétvégén 2 alkalommal érintett.                              |                                                     |         | |
| ∫                                                                            | Mályi, Rékóczi utca                                 | ∫       | 3740, 3743, 3744, 3745 |
| Munkanapokon 2 alkalommal érintett.                                          |                                                     |         | |
| ∫                                                                            | Mályi, Berki Géza utca                              | ∫       | 3740, 3744 |
| ∫                                                                            | Mályi, önkormányzati üdülő                          | ∫       | 3740, 3744 |
| ∫                                                                            | Mályi-tó, autóbusz-forduló                          | ∫       | 3740, 3744 |
| ∫                                                                            | Mályi, önkormányzati üdülő                          | ∫       | 3740, 3744 |
| ∫                                                                            | Mályi, Berki Géza utca                              | ∫       | 3740, 3744 |
| ∫                                                                            | Mályi, Rékóczi utca                                 | ∫       | 3740, 3743, 3744, 3745 |
| ∫                                                                            | Mályi, József Attila utca                           | ∫       | 3740, 3743, 3744, 3745 |
| 12                                                                           | Mályi, lakótelep                                    | 11.8 km | 1377, 1381 3740, 3741, 3742, 3743, 3744, 3745, 3747, 3748, 3749, 3750, 4019 |
| 13                                                                           | Nyékládháza, ónodi elágazás                         | 13.4 km | 1369 3741, 3742, 3743, 3744, 3745 |
| 14                                                                           | Nyékládháza, gyógyszertár                           | 14.2 km | 1369 3741, 3742, 3743, 3744, 3745 |
| 15                                                                           | Nyékládháza vasútállomás                            | 14.6 km | 3742, 3744 IC, InterRégió, sebesvonat, személyvonat, vonatpótló – Nyékládháza (80, 89) |
| 16                                                                           | Nyékládháza, emlékmű                                | 15.9 km | 3742, 3744 |
| Munkanapokon 5; szabadnapokon 5; munkaszüneti napokon 4 alkalommal érintett. |                                                     |         | |
| ∫                                                                            | Nyékládháza, Ady Endre utca forduló                 | ∫       | 3744 |
| 17                                                                           | Nyékládháza, Ónodi utca 7.                          | 16.8 km | 3742, 3744 |
| 18                                                                           | Ónod, Nyéki utca 15.                                | 21.1 km | 3744 |
| 19                                                                           | Ónod, autóbusz-váróterem                            | 21.8 km | 3734, 3735, 3737, 3744, 3752, 3971 |
| 20                                                                           | Ónod, vásártér                                      | 22.5 km | 3734, 3735, 3737, 3744, 3752, 3971 |
| 21                                                                           | Muhi, autóbusz-váróterem                            | 24.8 km | 3734, 3735, 3737, 3744, 3752, 3971 |
| 22                                                                           | Muhi, Puszta Csárda                                 | 25.6 km | 3734, 3737, 3744, 3752, 3971 |
| 23                                                                           | Nagycsécs, újtelep                                  | 26.9 km | 3734, 3737, 3744, 3745, 3752, 3971, 4009 |
| 24                                                                           | Nagycsécs, posta                                    | 27.5 km | 1369, 1370, 1372, 1426, 1427 3734, 3737, 3744, 3745, 3752, 3971, 4009 |
| 25                                                                           | Sertéstenyésztő telep                               | 29.1 km | 3734, 3737, 3744, 3745, 3752, 3971 |
| 26                                                                           | Sajószöged, hejőbábai elágazás                      | 30.3 km | 1370 3734, 3737, 3744, 3745, 3752, 3966, 3967, 3968, 3969, 3971, 4009 |
| 27                                                                           | Sajószöged, községháza                              | 31.2 km | 1369, 1370, 1372, 1426, 1427 3734, 3737, 3744, 3745, 3752, 3966, 3967, 3968, 3969, 3970, 3971, 4009 vonatpótló – Sajószöged (89) |
| 28                                                                           | Sajószöged, gyógyszertár                            | 31.5 km | 3734, 3752, 3968, 3969, 3970 |
| 29                                                                           | Sajószöged, újtelep                                 | 31.9 km | 3734, 3752, 3968, 3969, 3970 |
| 30                                                                           | Sajóörös, újtelep                                   | 33.0 km | 3734, 3752, 3968, 3969, 3970 |
| 31                                                                           | Sajóörös, Fő út 6.                                  | 33.6 km | 3734, 3752, 3968, 3969, 3970 |
| 32                                                                           | Sajóörös, autóbusz-váróterem                        | 34.1 km | 3734, 3752, 3968, 3969, 3970 |
| 33                                                                           | Tiszaújváros, Tesco                                 | 36.9 km | 3734, 3737, 3744, 3745, 3752, 3966, 3967, 3968, 3969, 3970, 3971 |
| 34                                                                           | Tiszaújváros, autóbusz-állomás vonalközi végállomás | 37.8 km | 1, 1A, 2, 3 1055 1369, 1370, 1372, 1373, 1374, 1410, 1426, 1427 3731, 3733, 3737, 3744, 3745, 3752, 3952, 3960, 3963, 3965, 3966, 3967, 3968, 3969, 3970, 3971, 3974, 3975, 4008, 4009, 4240, 4241, 4484 |
| 35                                                                           | Tiszaújváros, művelődési ház                        | 38.6 km | 2, 3 3731, 3733, 3737, 3744, 3745, 3952, 3960, 3963, 3965, 3966, 3968, 3970, 3971, 3975, 4008, 4240, 4241, 4484 |
| 36                                                                           | Tiszaújváros, bejárati út                           | 39.0 km | 2 1369, 1370, 1372, 1410, 1426, 1427, 1450 3731, 3733, 3737, 3744, 3745, 3952, 3960, 3963, 3964, 3965, 3966, 3968, 3970, 3971, 3975, 4008, 4240, 4241, 4484 |
| 37                                                                           | Tiszaújváros, Volán-telep                           | 39.7 km | 2 1369, 1370, 1372, 1410, 1450 3952, 3960, 3963, 3964, 3965, 4008, 4240, 4241, 4484 |
| 38                                                                           | Tiszapart városrész elágazás                        | 41.7 km | 2 1369, 1370, 1372, 1410, 1450 3952, 3960, 4240, 4241, 4484 |
| Munkanapokon 1 alkalommal érintett.                                          |                                                     |         | |
| ∫                                                                            | Tiszapart városrész, autóbusz-váróterem             | ∫       | 2 3960 |
| 38                                                                           | Tiszapart városrész elágazás                        | 41.7 km | 2 1369, 1370, 1372, 1410, 1450 3952, 3960, 4240, 4241, 4484 |
| 39                                                                           | Tiszaújváros, Tiszagát őrház                        | 43.5 km | 1369, 1450 3952, 3960, 4240, 4241, 4484 |
| 40                                                                           | Polgár, tanyák                                      | 45.6 km | 1369, 1450 3952, 3960, 4240, 4241, 4484 |
| 41                                                                           | Polgár, strandfürdő                                 | 46.6 km | 1369, 1370, 1450 3952, 3960, 4240, 4241, 4484 |
| 42                                                                           | Polgár, autóbusz-váróterem végállomás               | 47.7 km | 1055 1369, 1370, 1372, 1373, 1374, 1410, 1426, 1427, 1450 3952, 3960, 4240, 4241, 4463, 4482, 4484, 4488 |